# MarShon Brooks
Pour les articles homonymes, voir Brooks.
MarShon Brooks est un joueur professionnel américain de basket-ball né le 26 janvier 1989 à Long Branch dans le New Jersey. Il mesure 1,96 m et évolue aux postes d'arrière et d'ailier.

## Biographie
Brooks nait à Long Branch et déménage avec sa famille à Tucker, en Géorgie à l'âge de 6 ans. Il joue au lycée de Tucker et est recruté au niveau universitaire par les Providence Friars du Providence College pour la saison 2007-2008. Il n'est pas considéré comme un star du basket-ball universitaire et joue peu lors de ses deux premières saisons. Dans sa saison junior (2009-2010), Brooks obtient plus de temps de jeu (il est dans le 5 de départ) et son adresse au tir est bonne : 46,7 %. Il marque en moyenne 14,6 points par rencontre mais joue dans une équipe très mauvaise.
À l'intersaison, beaucoup de joueurs quittent les Friars, soit pour devenir professionnels, soit à cause de problèmes judiciaires (arrestations par la police). Brooks, qui entre dans sa dernière saison, n'est pas atteint par ces problèmes et se retrouve l'un des rares joueurs expérimentés de l'équipe. L'équipe est toujours aussi mauvaise mais Brooks devient un marqueur redoutable. Il bat le record de points marqués en une rencontre dans la Conférence avec 52 points marqués contre les Notre Dame Fighting Irish (à 20 sur 28 au tir). Brooks devient aussi le meilleur marqueur sur une saison de la Big East, avec 468 points et dépasse le record de Donyell Marshall datant de 1994. Il est le deuxième meilleur marqueur du championnat de première division de NCAA avec 24,6 points par rencontre. Il est nommé dans le meilleur cinq de la Big East et dans le troisième meilleur cinq All-American.
Il se présente à la draft 2011 et est choisi en 25e position par les Celtics de Boston. Il est échangé immédiatement contre le choix des Nets (JaJuan Johnson) et un choix de second tour dans la draft 2014. À l'issue de cette première saison, où ses statistiques sont de 12,6 points, 3,6 rebonds, 2,3 passes, 0,9 interception et 0,3 contre, il figure dans le deuxième cinq des débutants, ou rookie.
En juillet 2013, il fait partie d'un échange entre les Nets et les Celtics de Boston. Il part à Boston avec Gerald Wallace, Kris Humphries, Keith Bogans et Kris Joseph contre Paul Pierce, Kevin Garnett, Jason Terry et D. J. White.
Le 15 janvier 2014, il est envoyé chez les Warriors de Golden State avec Jordan Crawford contre Joel Anthony.
Un mois plus tard, le 19 février, il est envoyé aux Lakers de Los Angeles en compagnie de Kent Bazemore contre Steve Blake.
En août 2014, MarShon Brooks rejoint l'Olimpia Milan.